# Districte de Fougères-Vitré

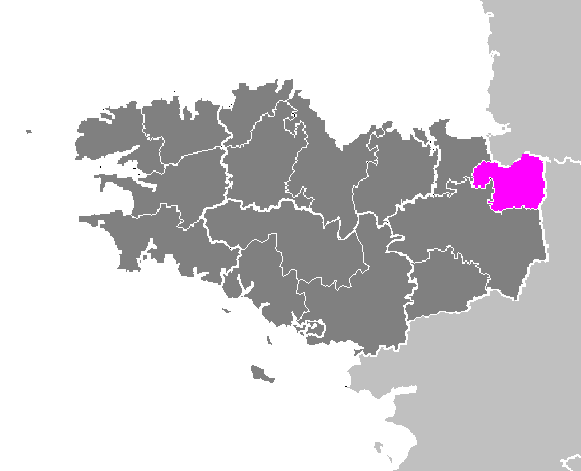
Mapa del districte de Fougères

El Districte de Fougères-Vitré és un dels quatre districtes amb què es divideix el departament francès d'Ille i Vilaine, a la regió de Bretanya. Des de l'1 d'octubre del 2010, té 12 cantons i 116 municipis. El cap del districte és la sotsprefectura de Fougères.

## Cantons
- Cantó d'Antrain,
- Cantó d'Argentré-du-Plessis,
- Cantó de Châteaubourg,
- Cantó de Fougères-Nord,
- Cantó de Fougères-Sud,
- Cantó de La Guerche-de-Bretagne,
- Cantó de Louvigné-du-Désert,
- Cantó de Retiers,
- Cantó de Saint-Aubin-du-Cormier,
- Cantó de Saint-Brice-en-Coglès,
- Cantó de Vitré-Est,
- Cantó de Vitré-Oest.